# 島川隆哉
島川 隆哉（しまかわ たかや、1941年6月17日 - ）は、日本の実業家、馬主。

## 経歴・人物
1990年7月、宮城県仙台市青葉区本町に株式会社ジャパンヘルスサミットを設立。健康食品の販売などさまざまな事業を行う。
2013年7月、宮城県蔵王町に「エール蔵王 島川美術館」を開館する。後にジャパンヘルスサミットの本社のある仙台市青葉区本町に移転し、「島川美術館」に名を改める。
趣味は、釣りとゴルフ。

## 馬主活動

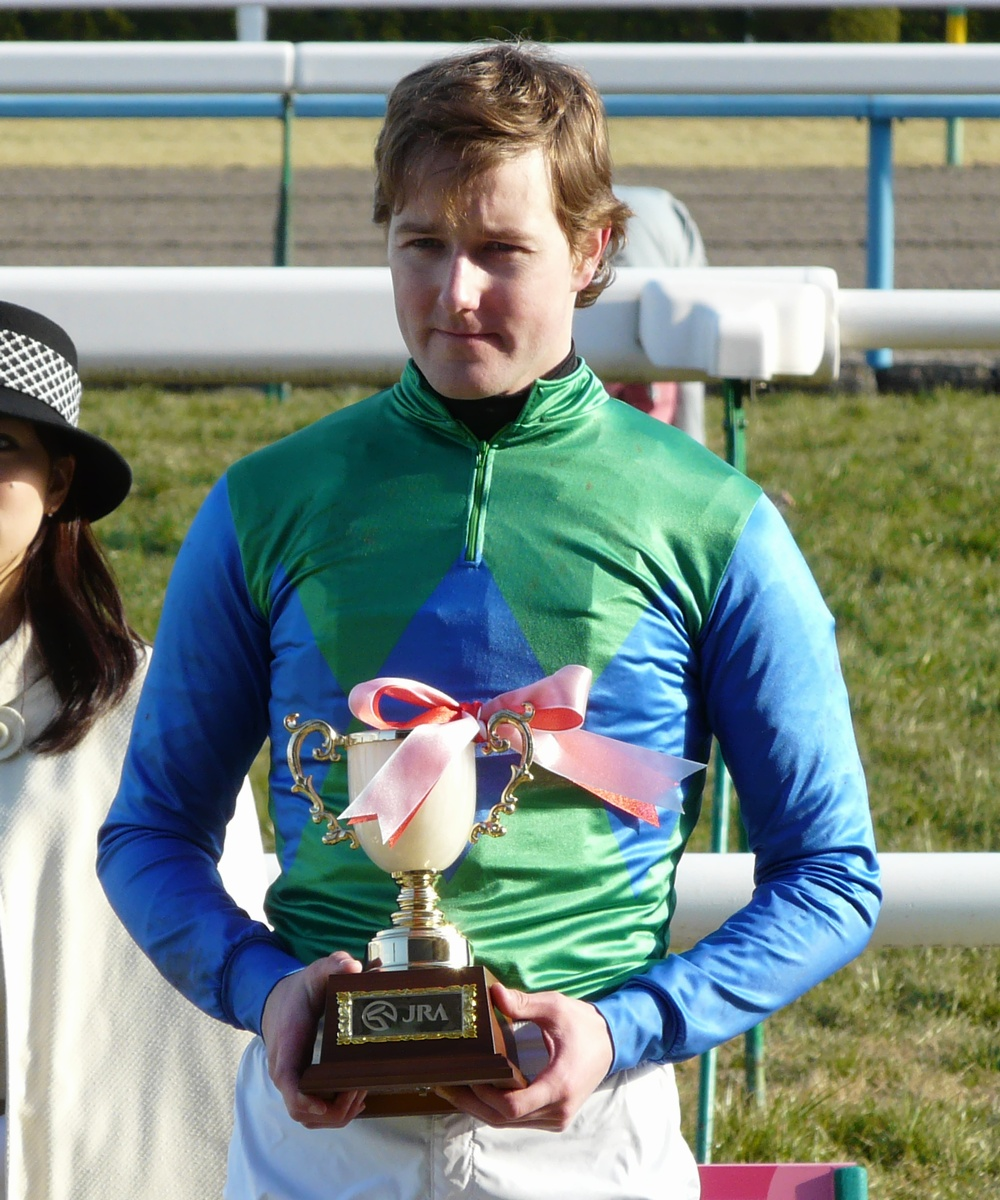
島川の勝負服を着用するトム・クウィリー

日本中央競馬会（JRA）および地方競馬全国協会（NAR）に登録する馬主として知られる。勝負服の柄は緑、青菱山形、青袖、冠名は2014年まで自身の姓「島川」の音読みより「トーセン」、ほかに「エスティ」を使用していたが、「娘に反対された」「冠名の下の名前のストックが切れた」という2つの理由から、2015年の2歳馬からは冠名を使用しない方針を明らかにしていたが、2017年の2歳馬では再び「トーセン」の冠名を使用している。
馬主となったきっかけは、学生時代のアルバイト先の友人が競馬をしており、自らも競馬をしてみたところ「馬主になりたい」と考えるようになったこと。
セレクトセールでトーセンダンス（ダンスインザダークの全弟）、トーセングローリー（キンググローリアスの半弟）を落札するなど良血馬を多数高額で落札している。さらに、現在は自らが走らせていた牝馬などを繁殖牝馬として繋養し、生産を行っている「エスティファーム」（北海道沙流郡日高町）、千葉県香取市に「エスティホースパーク」を所有、トーセンファントム、トーセンブライト、ヴァンキッシュラン、トーセンモナークといった所有馬をプライベート種牡馬として保有しているなど、オーナーブリーダーとしての活動が顕著である（2021年に2歳を迎えた世代の所有馬21頭中19頭がエスティファームの生産馬）。2022年には、ガリレオの後継種牡馬の一頭であるハイランドリールを導入することを明らかにしている。
南米やヨーロッパなど、海外でも馬を走らせており、トレードで購買したマクマホンがデルビーイタリアーノなどを勝利するといった活躍を見せている。

### 来歴
- 1997年 - 馬主資格取得[1]。
- 1999年 - 11月28日の2歳未勝利戦をトーセントモサンが制し、初勝利。
- 2002年 - トーセンリリーがエーデルワイス賞に勝利し、グレード制重賞競走初制覇。
- 2004年 - トーセンダンディがオールカマーを制し、中央競馬の重賞競走初制覇。
- 2010年 - エスティファーム生産馬のトーセンウィッチが東京プリンセス賞にて勝利。
- 2011年 - トーセンジョーダンが天皇賞（秋）に勝利し、GI級競走初制覇。

## 主な所有馬

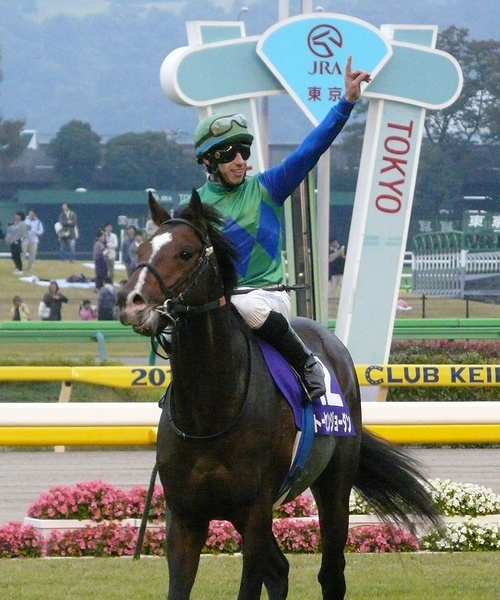
トーセンジョーダンとニコラ・ピンナ

### GI級競走優勝馬
- トーセンジョーダン（2010年アルゼンチン共和国杯、2011年天皇賞・秋、アメリカジョッキークラブカップ、札幌記念、ジャパンカップ2着、2012年天皇賞・春2着）
- トーセンラー（2011年きさらぎ賞、菊花賞3着、2013年マイルチャンピオンシップ、京都記念、天皇賞・春2着）

### グレード制重賞優勝馬
斜字は地方重賞。
- トーセンリリー（2002年エーデルワイス賞）
- トーセンダンディ（2004年オールカマー）
- トーセンジョウオー（2004年関東オークス、2005年マリーンカップ、スパーキングレディーカップ、2007年エンプレス杯、マリーンカップ、埼玉新聞杯、2008年スパーキングレディーカップ）
- トーセンブライト（2004年サラブレッドチャレンジカップ、2009年黒船賞、兵庫ゴールドトロフィー、2010年兵庫ゴールドトロフィー）
- トーセンシャナオー（2006年セントライト記念）
- トーセンキャプテン（2007年アーリントンカップ、2008年函館記念）
- トーセンクラウン（2010年中山記念）
- トーセンベニザクラ（2012年フェアリーステークス）
- トーセンホマレボシ（2012年京都新聞杯、東京優駿3着）
- トーセンレーヴ（2012年エプソムカップ）
- トーセンスターダム（2014年きさらぎ賞、チャレンジカップ）[注 1]
- ブレイブスマッシュ（2015年サウジアラビアロイヤルカップ）[注 2]
- ヴァンキッシュラン（2016年青葉賞）
- ブレスジャーニー（2016年サウジアラビアロイヤルカップ、東京スポーツ杯2歳ステークス）
- トーセンビクトリー（2017年中山牝馬ステークス）
- ハイランドピーク（2018年エルムステークス）
- トーセンスーリヤ（2020年新潟大賞典、2021年函館記念）

### 地方重賞優勝馬
- トーセンウィッチ（2010年東京プリンセス賞）
- トーセンアドミラル（2013年スパーキングサマーカップ、マイルグランプリ、京成盃グランドマイラーズ）
- トーセンガーネット (2019年ニューイヤーカップ、桜花賞【浦和】、東京プリンセス賞)
- トーセンレビュー（2021年東海桜花賞、金沢スプリントカップ）
- トーセンブル（2021年六甲盃、2022年オグリキャップ記念）
- ジョエル（2021年クラウンカップ、黒潮盃）
- ギャレット（2021年若鮎賞、2024年いしがきマイラーズ）
- ノブレスノア（2021年ハイセイコー記念）
- ライアン（2021年平和賞、2024年せきれい賞、2024年桐花賞）
- ドミニク（2021年ゴールドウィング賞）
- ミゲル（2022年ニューイヤーカップ）
- カイル（2022年東京ダービー、2023年金盃）[10]
- トーセンキャロル（2022年ひまわり賞）
- ケープライト（2022年若駒賞）[11]
- スタンレー（2023年中京ペガスターカップ）[12]
- トーセンキャロル（2023年岩鷲賞）[13]

### その他の所有馬
- Mac Mahon（デルビーイタリアーノ、カタールダービー）
- トーセンダンス（種牡馬）
- トーセンファントム（種牡馬、ブレイブスマッシュの父）
- トーセンモナーク（種牡馬、中央4勝）